# Henri (cráter)
Henri es un cráter de impacto de 163,8 km de diámetro del planeta Mercurio. Debe su nombre al pintor estadounidense Robert Henri (1865–1929), y su nombre fue aprobado por la  Unión Astronómica Internacional en 2012.